# Championnat de Belgique de football de deuxième division 2002-2003
Navigation
Saison précédente Saison suivante
Le Championnat de Belgique de football de Division 2 2002-2003 est la 86e édition du championnat de deuxième niveau national en Belgique. Il oppose 18 équipes, qui s'affrontent deux fois chacune en matches aller-retour. Au terme de la saison, le champion est promu en Division 1 pour la prochaine saison. Il est accompagné par le vainqueur du tour final, qui met aux prises les trois vainqueurs de tranches, accompagnés de l'équipe la mieux classée au classement final, voire par d'autres équipes si le champion remporte une tranche, ou qu'une même équipe en remporte deux.
Aucune équipe issue de la dernière saison de Division 1 ne participe à ce championnat, les deux clubs relégués, l'Eendracht Alost et le RWDM étant renvoyés en Division 3 à la suite du refus de la Fédération de leur accorder la licence pour le football rémunéré.
Les deux derniers classés sont directement relégués en troisième division, tandis que le seizième participe au tour final de promotion/relégation avec six équipes de Division 3.
Le championnat est remporté par le Cercle de Bruges, qui retrouve la première division six ans après l'avoir quittée. Il devance de cinq points Eupen, promu en début de saison. Il est accompagné parmi l'élite par Heusden-Zolder, qui rejoint le plus haut niveau national pour la première fois de son Histoire.
À la suite de la relégation administrative infligée au FC Malines, relégué de D1 en D2 cette année, et la disparition du KFC Lommel, il n'y a pas de descendant direct en Division 2, le dernier classé devant passer par le tour final de Division 3 pour assurer son maintien. Le Patro Maasmechelen est éliminé et donc sportivement relégué, mais à la suite du refus de la licence signifié au RFC Liège, ce dernier est renvoyé en Division 3, permettant au Patro Maasmechelen d'être repêché. Pour la seconde saison consécutive, le Patro, dernier au classement, peut se maintenir en Division 2 « sur tapis vert » grâce aux relégations administratives infligées à d'autres clubs.

## Clubs participants
Les matricules en gras indiquent les clubs qui existent toujours en 2012, les autres ont disparu.
| Nom                     | Mat. | Ville           | Saison passée | En D2 depuis | Saison en D2 | Entraîneur(s) |
| ----------------------- | ---- | --------------- | ------------- | ------------ | ------------ | ------------- |
| Cercle Bruges KSV       | 12   | Bruges          | D2: 6e        | 1997-1998    | 23e          | Jerko Tipurić |
| KMSK Deinze             | 818  | Deinze          | D2: 16e       | 1993-1994    | 10e          | ?             |
| KFC Denderleeuw EH      | 5647 | Denderleeuw     | D2: 13e       | 1996-1997    | 7e           | ?             |
| KFC Dessel Sport        | 606  | Dessel          | D2: 7e        | 1997-1998    | 6e           | ?             |
| KAS Eupen               | 4276 | Eupen           | D3B: 1er      | 2002-2003    | 7e           | ?             |
| KFC Verbroedering Geel  | 395  | Geel            | D2: 12e       | 2000-2001    | 24e          | ?             |
| KFC Vigor Wuitens Hamme | 211  | Hamme           | D3A: 2e       | 2002-2003    | 11e          | ?             |
| K Heusden-Zolder SK     | 2614 | Zolder          | D2: 4e        | 2000-2001    | 3e           | ?             |
| KSV Ingelmunster        | 1574 | Ingelmunster    | D2: 2e        | 1999-2000    | 4e           | ?             |
| RFC Liège               | 4    | Liège           | D2: 10e       | 1996-1997    | 26e          | ?             |
| Patro Maasmechelen      | 3434 | Maasmechelen    | D2: 18e       | 1994-1995    | 33e          | ?             |
| KSK Renaix              | 3434 | Renaix          | D2: 15e       | 2001-2002    | 11e          | ?             |
| KSV Roulers             | 134  | Roulers         | D2: 14e       | 1998-1999    | 10e          | ?             |
| FC Strombeek            | 1936 | Strombeek-Bever | D2: 9e        | 2000-2001    | 3e           | ?             |
| KVK Tirlemont           | 132  | Tirlemont       | D2: 17e       | 1999-2000    | 28e          | ?             |
| Excelsior Virton        | 200  | Virton          | D2: 11e       | 2001-2002    | 2e           | ?             |
| RCS Visé                | 369  | Visé            | D2: 8e        | 2001-2002    | 4e           | ?             |
| SV Zulte Waregem        | 5381 | Waregem         | D3A: 1er      | 2002-2003    | 1re          | Francky Dury  |

## Championnat

### Classement final
| Rang | Équipe                  | Pts | J  | G  | N  | P  | Bp | Bc | Diff |
| ---- | ----------------------- | --- | -- | -- | -- | -- | -- | -- | ---- |
| 1    | Cercle Bruges KSV       | 69  | 34 | 20 | 9  | 5  | 65 | 36 | +29  |
| 2    | KAS Eupen               | 64  | 34 | 17 | 13 | 4  | 54 | 32 | +22  |
| 3    | K Heusden-Zolder SK     | 57  | 34 | 15 | 12 | 7  | 52 | 33 | +19  |
| 4    | SV Zulte Waregem        | 55  | 34 | 15 | 10 | 9  | 51 | 40 | +11  |
| 5    | KFC Denderleeuw EH      | 53  | 34 | 14 | 11 | 9  | 56 | 40 | +16  |
| 6    | RCS Visé                | 52  | 34 | 14 | 10 | 10 | 48 | 41 | +7   |
| 7    | RFC Liège               | 48  | 34 | 13 | 9  | 12 | 46 | 47 | -1   |
| 8    | KFC Verbroedering Geel  | 47  | 34 | 11 | 14 | 9  | 35 | 33 | +2   |
| 9    | FC Strombeek            | 44  | 34 | 12 | 8  | 14 | 55 | 52 | +3   |
| 10   | KSK Renaix              | 42  | 34 | 11 | 9  | 14 | 38 | 42 | -4   |
| 11   | KFC Vigor Wuitens Hamme | 42  | 34 | 11 | 9  | 14 | 50 | 63 | -13  |
| 12   | Excelsior Virton        | 42  | 34 | 9  | 15 | 10 | 43 | 37 | +6   |
| 13   | KMSK Deinze             | 40  | 34 | 11 | 7  | 16 | 37 | 52 | -15  |
| 14   | KVK Tirlemont           | 39  | 34 | 11 | 6  | 17 | 37 | 60 | -23  |
| 15   | KSV Ingelmunster        | 39  | 34 | 10 | 9  | 15 | 50 | 58 | -8   |
| 16   | KFC Dessel Sport        | 38  | 34 | 10 | 8  | 16 | 48 | 63 | -15  |
| 17   | KSV Roulers             | 34  | 34 | 8  | 10 | 16 | 45 | 49 | -4   |
| 18   | Patro Maasmechelen      | 24  | 34 | 5  | 9  | 20 | 31 | 63 | -32  |

## Tour final

### Classement final
| Rang | Équipe              | Pts | J | G | N | P | Bp | Bc | Diff |
| ---- | ------------------- | --- | - | - | - | - | -- | -- | ---- |
| 1    | K Heusden-Zolder SK | 13  | 6 | 4 | 1 | 1 | 11 | 4  | +7   |
| 2    | KAS Eupen           | 7   | 6 | 2 | 3 | 1 | 3  | 7  | -4   |
| 3    | SV Zulte Waregem    | 7   | 6 | 2 | 3 | 1 | 9  | 10 | -1   |
| 4    | KFC Denderleeuw EH  | 7   | 6 | 2 | 3 | 1 | 7  | 9  | -2   |

## Bilan de la saison
| Résultat                | Club                                                                                                  |
| ----------------------- | --- |
| Champion                | Cercle Bruges KSV                                                                                     |
| Vainqueur du tour final | K Heusden-Zolder SK                                                                                   |
| Relégués                | RFC Liège                                                                                             |
| Promus de D3            | KV Ostende (deuxième D3A) AFC Tubize (champion D3B) VC Eendracht Alost 2002 (vainqueur du tour final) |
| Meilleur buteur         | ? |